# Asperiscala lowei
Asperiscala lowei är en snäckart som först beskrevs av Dall 1906.  Asperiscala lowei ingår i släktet Asperiscala och familjen vindeltrappsnäckor. Inga underarter finns listade i Catalogue of Life.